# Сан-Агустин (Теруэль)
Сан-Агустин (исп. San Agustín) — муниципалитет в Испании, входит в провинцию Теруэль, в составе автономного сообщества Арагон. Муниципалитет находится в составе района (комарки) Гудар-Хаваламбре. Занимает площадь  км². Население — 150 человек (на 2010 год).